# Berkelland
Berkelland es un municipio de la Provincia de Güeldres de los Países Bajos.

## Historia
Feudo del Principado episcopal de Münster, su ocupación por las tropas de las Provincias Unidas de los Países Bajos el 25 de enero de 1616, supuso que el ejército episcopal comandado por Christoph Bernhard von Galen, invadiera sin éxito las Provincias Unidas en otoño de 1665 y entre 1672-1674.

## Galería

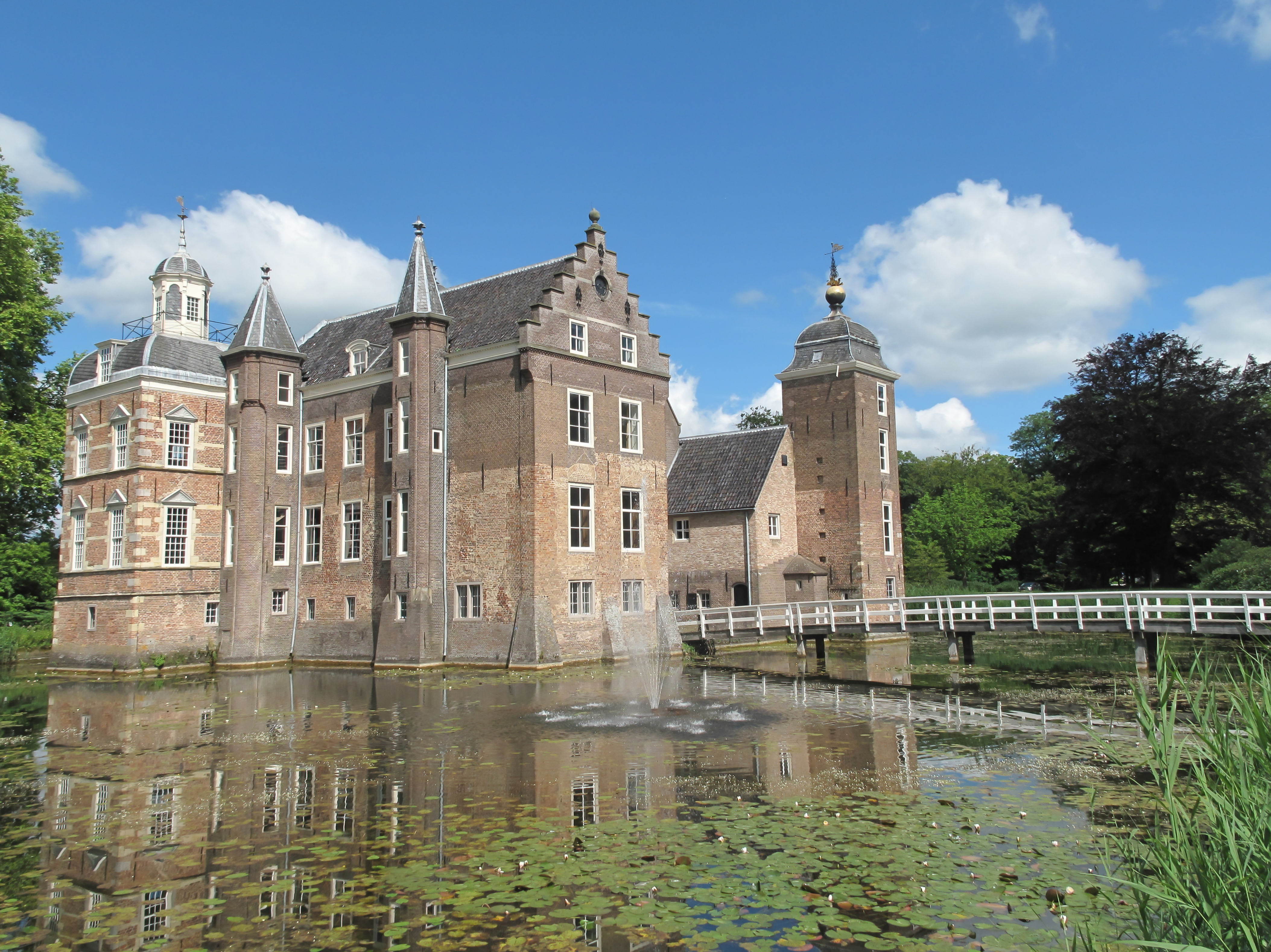
Ruurlo, el castillo: huize Ruurlo
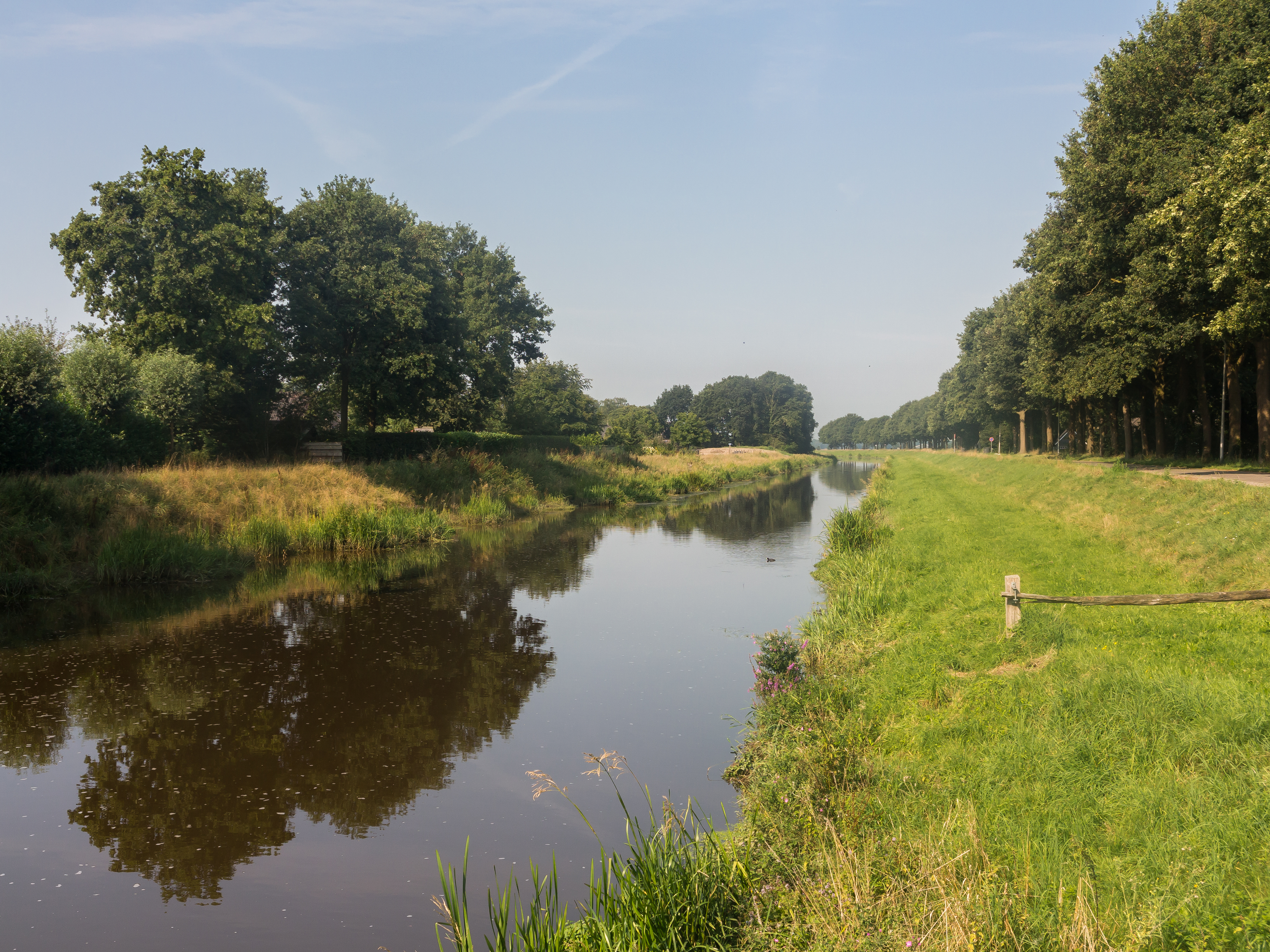
cerca Haarlo, el rio Berkel
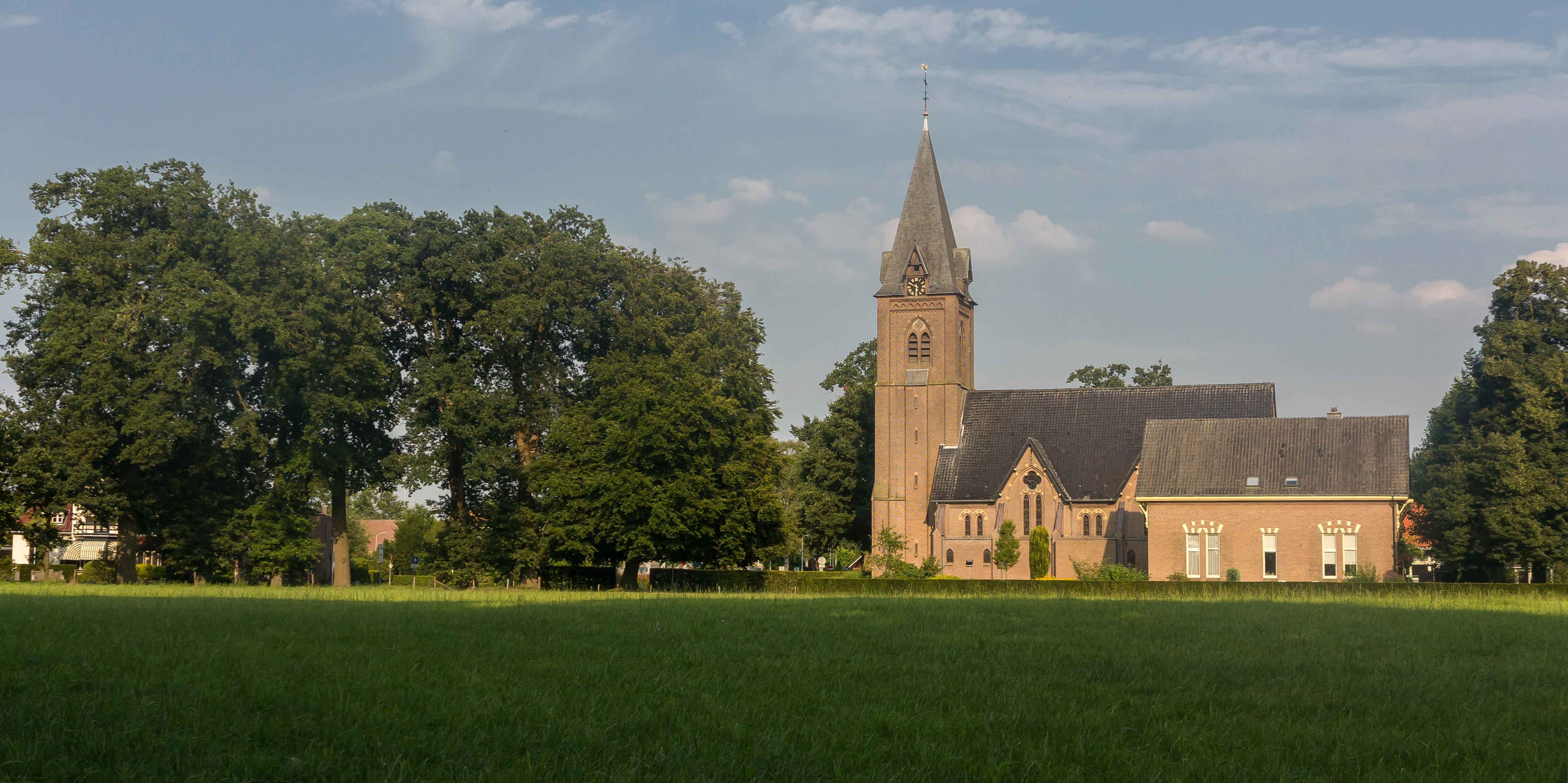
Ruurlo, la iglesia católica: la Sint Willibrorduskerk
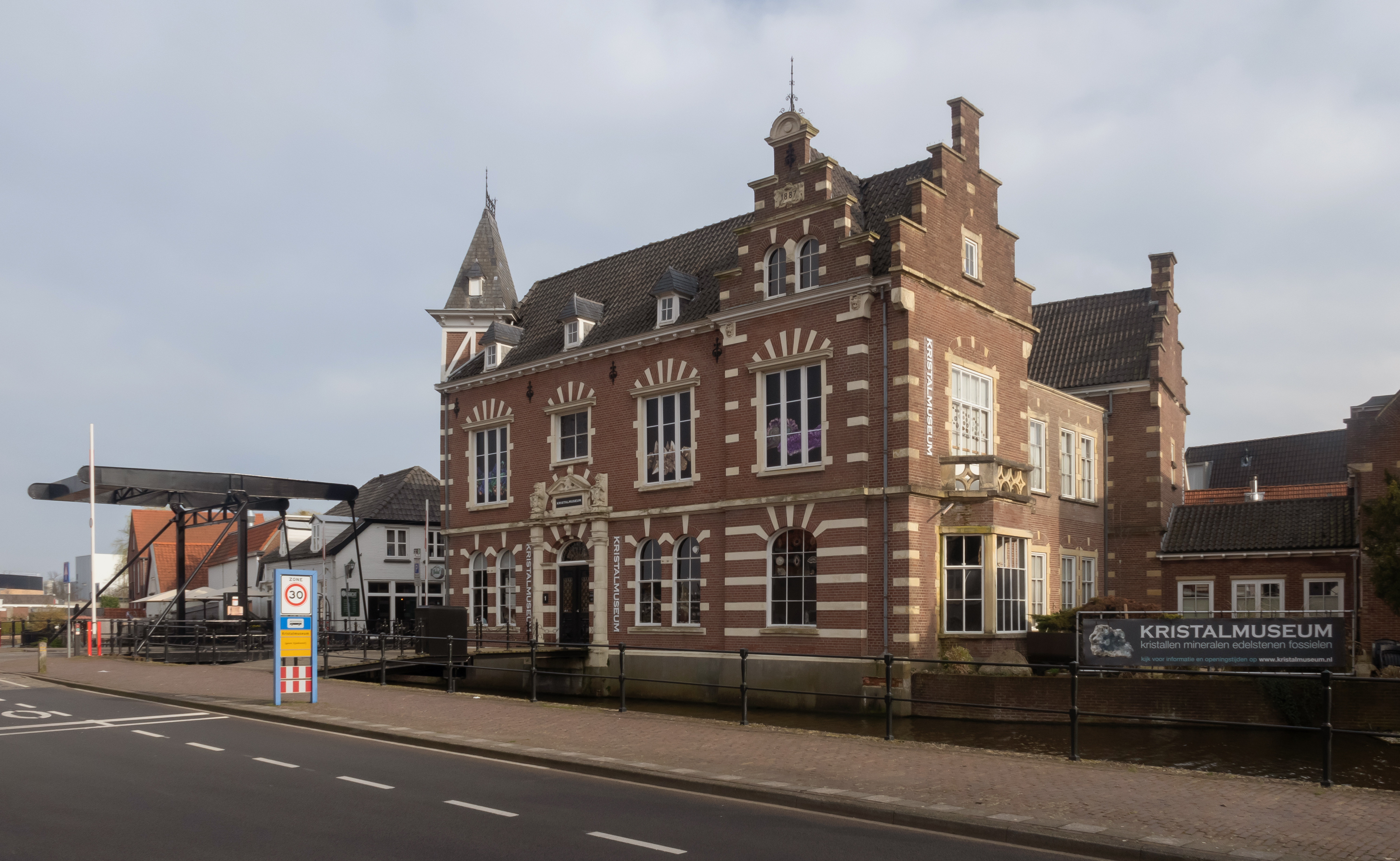
Borculo, el museo: het Kristalmuseum
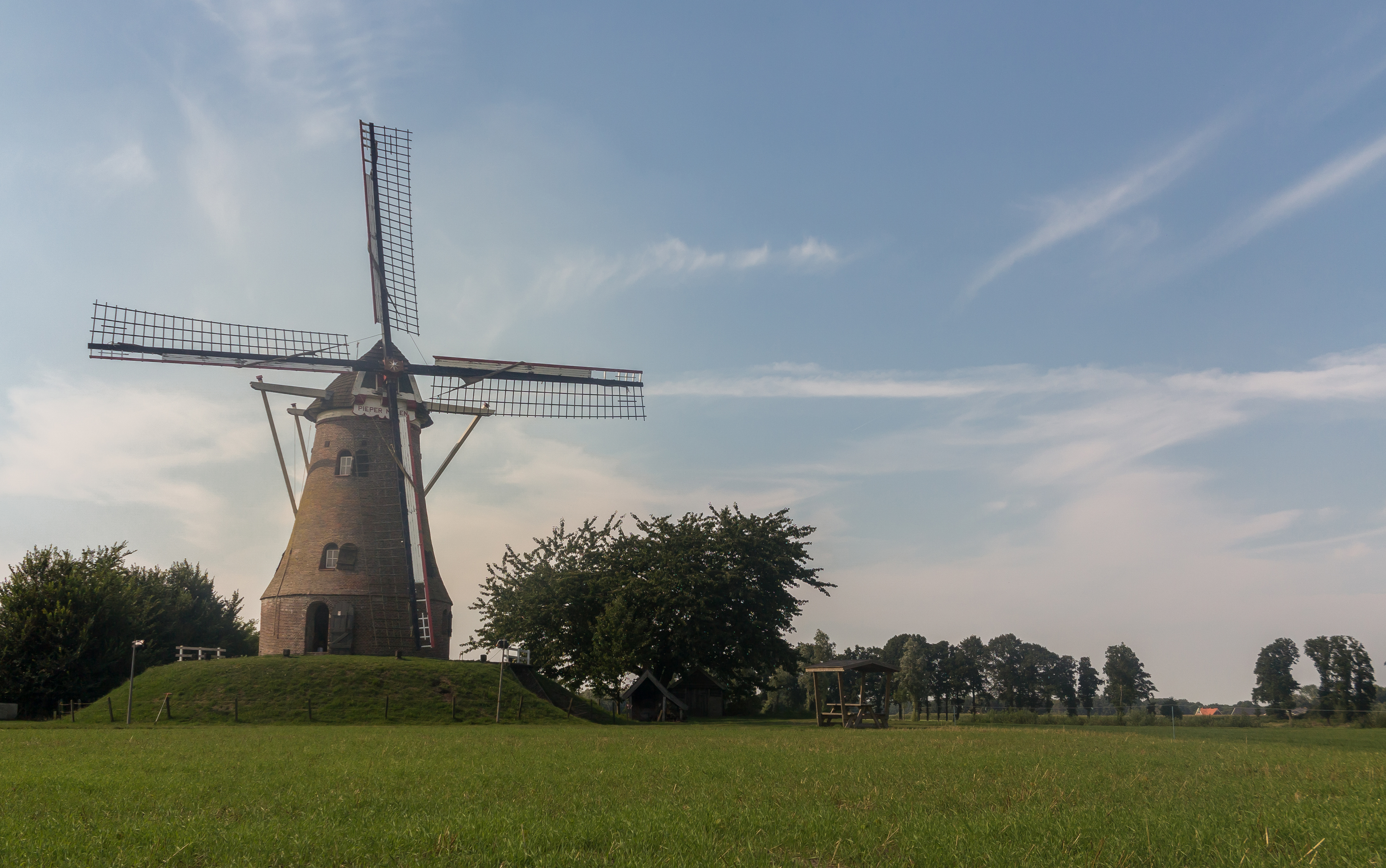
Rekken, el molino: de Piepermolen
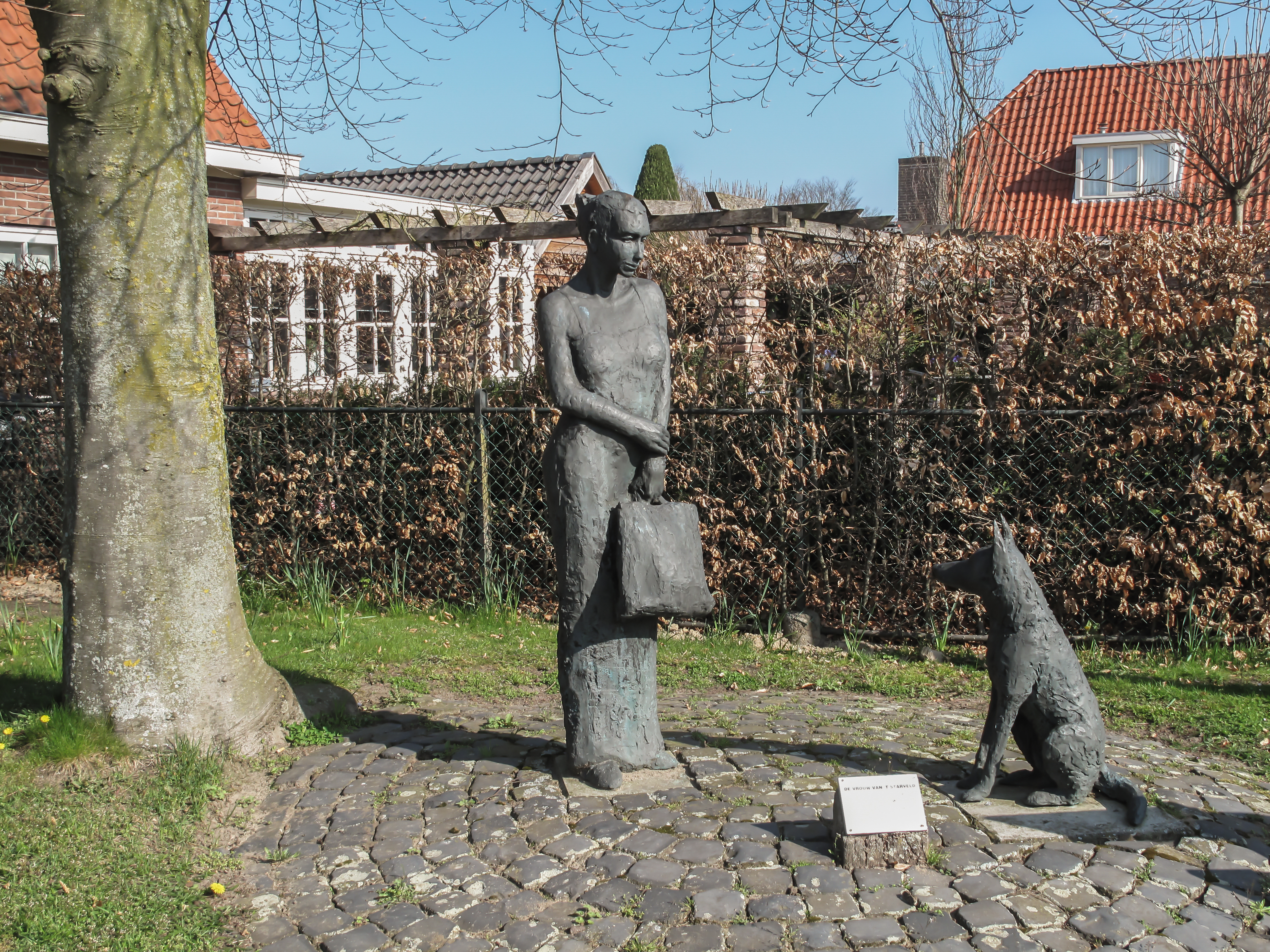
Geesteren, la escultura: de Vrouw van 't (el mujer de) Starveld